# Рудина (Старий Град)
Рудина (хорв. Rudina) — населений пункт у Хорватії, в Сплітсько-Далматинській жупанії у складі міста Старий Град.

## Населення
Населення за даними перепису 2011 року становило 70 осіб.
Динаміка чисельності населення поселення:

## Клімат
Середня річна температура становить 16,37 °C, середня максимальна – 28,55 °C, а середня мінімальна – 4,30 °C. Середня річна кількість опадів – 746 мм.
| Клімат поселення                              | Клімат поселення | Клімат поселення | Клімат поселення | Клімат поселення | Клімат поселення | Клімат поселення | Клімат поселення | Клімат поселення | Клімат поселення | Клімат поселення | Клімат поселення | Клімат поселення | Клімат поселення |
| Показник                                      | Січ.             | Лют.             | Бер.             | Квіт.            | Трав.            | Черв.            | Лип.             | Серп.            | Вер.             | Жовт.            | Лист.            | Груд.            |                  |
| Середній максимум, °C                         | 13,34            | 12,76            | 15,06            | 18,21            | 22,86            | 26,77            | 28,55            | 28,42            | 24,38            | 20,25            | 15,94            | 13,63            |                  |
| Середня температура, °C                       | 9,10             | 8,53             | 10,83            | 13,98            | 18,62            | 22,54            | 25,50            | 25,36            | 21,32            | 17,18            | 12,89            | 10,55            |                  |
| Середній мінімум, °C                          | 4,89             | 4,30             | 6,60             | 9,76             | 14,38            | 18,32            | 22,41            | 22,29            | 18,24            | 14,12            | 9,81             | 7,48             |                  |
| Норма опадів, мм                              | 73               | 60               | 67               | 60               | 50               | 38               | 26               | 43               | 62               | 82               | 98               | 87               |                  |
| Середньомісячна швидкість вітру, м/с          | 3.47             | 3.72             | 3.82             | 3.47             | 3.04             | 2.77             | 2.83             | 2.64             | 2.94             | 3.13             | 3.89             | 3.81             |                  |
| Середньомісячна сонячна радіація, кДж/м²·день | 5666             | 8412             | 12077            | 16670            | 20704            | 23527            | 25135            | 22152            | 16420            | 10641            | 6157             | 4782             |                  |
| --------------------------------------------- | ---------------- | ---------------- | ---------------- | ---------------- | ---------------- | ---------------- | ---------------- | ---------------- | ---------------- | ---------------- | ---------------- | ---------------- | ---------------- |
| Джерело:                                      |                  |                  |                  |                  |                  |                  |                  |                  |                  |                  |                  |                  |                  |